# 軟腭鼻音
軟腭鼻音（velar nasal、agma）是輔音的一種，中文俗稱後鼻音，在國際音標中以⟨ŋ⟩(ng)表示，在X-SAMPA中以⟨N⟩表示。現代標準漢語的
ang、eng、ing、ong 的韻尾ng（ㄥ）就是此音。

## 特徵
- 調音方法是閉塞，也就是說通過阻礙空氣在聲腔流動來調音。由於這個輔音也同時是個鼻音，因此被阻塞的氣流會從鼻逸出。

- 調音部位是軟腭，即以舌根部位抵住軟腭。

- 發聲類型是濁音，意味着發音時聲帶顫動。

- 本輔音是鼻音，調音時空氣會從鼻逸出。

- 本輔音為中央輔音，調音時氣流在口腔的中央流過舌面，而不從兩側流過。
- 氣流機制是肺部氣流，即由肺與橫膈膜驱动空气。

## ŋ的變音
| IPA | 描述         |
| --- | ------------ |
| ŋ   | 原本的 ŋ     |
| ŋ̊   | 清化 ŋ       |
| ŋ̍   | 自成音節的 ŋ |
| ŋ̈   | 氣聲化 ŋ     |
| ŋ̃   | 吱嘎音化 ŋ   |
| ŋʷ  | 唇化 ŋ       |

## 出現語言

### 該音見於漢語中
- 現代標準漢語僅用於韻尾：英 /jiŋ˥/。
- 部分官话，我、恩、爱、奥、安、欧、昂、屙、鹅、额、鄂、压、啊 等零声母开口字，皆为软腭鼻音。
- 於粵語，此音可以在音首和音末中出現，如我 /ŋɔː˩˧/、輕 /hɪŋ˥/、昂 /ŋɔːŋ˨˩/；亦可單獨出現，如吳 /ŋ̩˨˩/、五 /ŋ̩˩˧/。
- 於吳語，字首現於我、五、魚、吳，其餘从廣韻疑母字皆以ŋ作聲母。字末現于東、清、唐、登，其餘从廣韻通江宕梗曾攝平上去聲以ŋ作韻尾。儿化音以ŋ结尾，如女儿 /ȵyŋ/。
- 於閩語，可作聲母，如：閩東片福州話的我 /ŋuai˧˧/、閩南片泉漳話的夾 /ŋeʔ˦/；韻尾，閩東片福州話的公 /kuŋ˥˥/、閩南片泉漳話的空 /kʰaŋ˦˦/；成音節輔音，如閩東片福州話僅限合音或連讀變調現象裡“伓通”和讀俗語話“三吼四伓應”時裡的伓 /ŋ˥˥/、閩東片霞浦話的伓 /ŋ˥˥/、閩南片泉漳話的黃/ŋ˨˦/和光/kŋ˦˦/。

### 該音見於英語中
在英語中，軟腭鼻音只能發生在韻尾，有以下兩種情況：
- 軟腭鼻音發生在一個單詞（或語素）的結束時，寫作<ng>：sing /sɪŋ/。
- 軟腭鼻音發生在軟腭塞音(/k/或/g/)之前，成為（主要音素 |N|) 而寫作<n>：bank /bæŋkʰ/; finger /'fɪŋgə(ɹ)/

### 該音見於其他語言中
- 阿留申語：chaang /tʃɑːŋ/。五。
- 白語：/ŋv˩˧/。魚。
- 壮語：/ŋa33/。芝麻（ngaz）。
- 傣語：/ŋai2/。容易。
- 老撾語：/ŋu1/。蛇。（ງູ）。
- 泰語：/ŋat/。撬動（งัด）。
- 楚科奇語： /ŋəɹoq/。二。
- 丁卡語：ŋa /ŋa/。誰。
- 荷蘭語：angst /aŋst/。恐懼。
- 斐濟語：gone /ˈŋone/。兒童。
- 芬蘭語：langan /lɑŋːɑn/。 絲線（所有格）。
- 加里西亞語：unha /'uŋa̺/。一（陰性詞）。
- 德語：lang /laŋ/。長。
- 希臘語： /ˈaŋ.xo̞s̺̠/。緊張、焦慮。
- 印地語：रङ्ग /rəŋ/。顏色。
- 匈牙利語：ing /iŋg/。襯衫。
- 印尼語：bangun /ba.ŋun/。建造／醒來。
- 義大利語：anche /ˈaŋce/。也。
- 伊捷爾緬語： /qniŋ/。一。
- 日語：南極 (nankyoku) /näŋkʲo̞kɯ/。(部分日本方言用法)：鍵 (kagi) /käŋi/。鑰匙。
- 凱特語： /ajaŋ/。咒罵。
- 朝鲜语：방 (bang) /paŋ/。房間。
- 尼夫赫語： /ŋamg/。七。
- 挪威語：gang /gɑŋ/。 走廊。
- 波蘭語：mąka /ˈmɔŋ.ka/。麵粉。
- 普羅旺斯語：vin /viŋ/。酒。
- 梵語：अङ्ग /əŋgə/。枝幹。
- 西利語（英语：Seri language）： /koŋˈkaak/。西利人。
- 西班牙語：domingo /d̪o̞ˈmiŋgo/。星期天。
- 斯瓦希里語：ng'ombe /ŋɔmbɛ/。母牛。
- 瑞典語：bank /baŋkʰ/。銀行。

## 參閲
- 硬腭鼻音
- Ŋ(拉丁字母)

## 外部連結
- 在PHOIBLE上搜尋含有[ŋ]的語言